# Peploglyptus belfragei
Peploglyptus belfragei är en skalbaggsart som beskrevs av J. L. Leconte 1880. Peploglyptus belfragei ingår i släktet Peploglyptus och familjen stumpbaggar. Inga underarter finns listade i Catalogue of Life.